# Świadkowie Jehowy na Białorusi
Świadkowie Jehowy na Białorusi – społeczność wyznaniowa na Białorusi, należąca do ogólnoświatowej wspólnoty Świadków Jehowy, licząca w 2023 roku 6082 głosicieli, należących do 82 zborów. W 2023 roku na dorocznej uroczystości Wieczerzy Pańskiej zgromadziło się 11 235 osób. Działalność miejscowych głosicieli nadzoruje Biuro Oddziału w Vantaa w Finlandii. Biuro Krajowe znajduje się w Mińsku.

## Historia

### Początki

#### Działalność na terenach należących wtedy doII Rzeczypospolitej
W latach 20. XX wieku białostoccy i wileńscy wyznawcy będący kolejarzami rozpowszechniali publikacje biblijne, m.in. na trasie Białystok-Baranowicze oraz Wilno-Mińsk.
Działalność kaznodziejską w języku polskim prowadzono również w Oszmianie, gdzie później powstała grupa głosicieli. W roku 1923 we wsi Frankowo koło Świsłoczy osiedliła się rodzina Stawikowskich z okolic Koła, która rozpoczęła działalność kaznodziejską w powiecie wołkowyskim. Pomagał im pionier (kolporter) Zygmunt Białkowski. Rozpowszechniano publikacje biblijne w języku polskim i ukraińskim. W 1923 roku na dorocznej Pamiątce śmierci Jezusa Chrystusa w Domaczewie zebrało się 20 osób, a rok później – 27 osób. W 1925 roku w powiecie brzeskim działało 20 osób, a rok później już 45 osób należących do dwóch zborów. 27 stycznia 1929 roku w miejscowości Kobryń przemówienia Wacława Narodowicza, przedstawiciela Towarzystwa Strażnica wysłuchało 600 osób. W tym czasie lokalne władze błędnie podejrzewały członków miejscowych zborów o szerzenie idei komunistycznych i ateistycznych.
W latach 1927–1928 do grupy we wsi Frankowo dołączyli polscy kolporterzy. W roku 1928 w miejscowości Dziaki przysłany z Wołynia Taras Borowiec zorganizował zbór polskojęzyczny. Do zboru należeli m.in. Zieliński, Ignaciak, Hryszkiewicz oraz Stawikowscy. Tam też 7 czerwca 1929 roku odbyła się konwencja, połączona z chrztem. Przemówienia wygłosił m.in. Ludwik Kinicki. W roku 1930 Julian Stawikowski, kolporter ze zboru w Dziakach rozpoczął działalność w powiecie baranowickim, powiecie lidzkim oraz powiecie stołpeckim, do którego – w 1935 roku – powrócił Jan Sobolewski, współwyznawca z emigracji we Francji. Zamieszkał w Dziangach (przy granicy z ZSRR). Kolejna trzydniowa konwencja w Dziakach odbyła się w roku 1933. Przemówienia wygłosił Wilhelm Scheider. Do tamtejszego zboru należeli m.in. Polujankowie, Dankowie, Hryszkiewicz, Kłysz i Rudziennik. Regularną działalność prowadzono również w Grodnie i Wołkowysku. W roku 1934 do obozu w Berezie Kartuskiej wtrącono Świadków Jehowy, których niesłusznie oskarżano o działalność komunistyczną. W 1935 roku w okręgu kobryńskim, brzeskim i drogickim działało 132 Świadków Jehowy.

#### Działalność na terenieBSRR
Kiedy w 1939 roku Zachodnia Białoruś stała się częścią BSRR, Świadkowie Jehowy rozpoczęli działalność kaznodziejską również we wschodniej części Białorusi. Ze względu na to, że w ZSRR działalność była zakazana, niewiele wiadomo o jej prowadzeniu w tamtym okresie. Zachowały się informacje o aresztowaniu Świadka Jehowy, który został dwukrotnie aresztowany i skazany 24 grudnia 1940 roku za „antysowiecką agitację”. Od 10 lutego 1940 roku niektórych zainteresowanych wierzeniami Świadków Jehowy deportowano na Syberię (w roku 1946 uwolnieni z łagrów na Syberii i zostali przesiedleni na tereny Polski).
W roku 1945 na przyłączonych do Białorusi dawnych terenach Polski Wschodniej działało kilkudziesięciu wyznawców, głównie w okolicach Brześcia należących już w drugiej połowie lat 20. XX wieku do zboru w Terespolu i do zboru Dziaki. W 1945 roku na terenie zachodniej Białorusi działała Walentyna Garnowska, spędziła długi czas w więzieniu oraz na deportacji. W 1945 roku w Terespolu odbyło się niewielkie zgromadzenie, na którym byli obecni także Świadkowie Jehowy z zachodniej Białorusi.

### Operacja Północ i prześladowania
W ramach Operacji Północ w nocy 1 kwietnia 1951 roku z zachodniej części kraju wywieziono na Syberię prawie wszystkich Świadków Jehowy – 394 osoby (153 rodziny). Mężczyzn i kobiety osadzono w osobnych łagrach. W roku 1956 uczestnicy 199 kongresów na całym świecie wysyłali do ówczesnych władz ZSRR petycje o zapewnienie wolności religijnej dla współwyznawców, przetrzymywanych w przeszło 50 obozach pracy. Według danych z kolejnego roku ok. 40% wszystkich ówczesnych głosicieli w ZSRR zaznajomiło się z tą religią w więzieniach i obozach pracy. W roku 1959 ponad 600 wyznawców trafiło do specjalnego obozu pracy w Mordwie.
Pomimo deportacji Świadkowie Jehowy w 1951 roku, niewielka grupa nadal działała na terenie BSRR. Niektórzy z nich zostali Świadkami Jehowy w więzieniach i obozach, gdzie odbywali karę z różnych powodów, a następnie powrócili na Białoruś.
W roku 1965 władze radzieckie wydały dekret, na mocy którego Świadkowie Jehowy zesłani na Syberię zostali uwolnieni. Wkrótce większość z nich przeniosła się w różne miejsca na terenie ZSRR, ponieważ nie wolno im było wracać w ich rodzinne strony. W lutym 1976 roku niektórym Świadkom Jehowy w BSRR postawiono zarzuty o powielanie i posiadanie zakazanej literatury religijnej. W 1979 roku władze BSRR szacowały, że w Republice mieszka około 70 Świadków Jehowy, z których około 20 w obwodzie mińskim. Do 1991 roku Świadkowie Jehowy byli prześladowani za odmawianie służby wojskowej i działalność kaznodziejską.
W latach 1989–1990 białoruscy delegaci uczestniczyli w kongresach pod hasłami „Prawdziwa pobożność” oraz „Czysta mowa” w Polsce.

### Prawna rejestracja i rozwój działalności
27 marca 1991 roku Świadkowie Jehowy zostali prawnie zarejestrowani w całym ówczesnym Związku Radzieckim, a w niepodległej Białorusi – w roku 1994. W roku 1991 uczestniczyli w kongresie międzynarodowym pod hasłem „Lud miłujący wolność” w Tallinnie, a w roku 1992 w kongresie międzynarodowym pod hasłem „Nosiciele światła” w Petersburgu.
W 1991 roku Rada Najwyższa Białorusi przyjęła uchwałę „W sprawie nakazu rehabilitacji ofiar represji politycznych lat 20–80. w Republice Białorusi”. Zgodnie z tym orzeczeniem Świadkowie Jehowy, którzy byli prześladowani w BSSR za przekonania religijne, otrzymali zaświadczenia o rehabilitacji. W 1994 roku zostały oficjalnie zarejestrowane pierwsze zbory: w Mińsku, Homlu i Kalinkowiczach. 14 kwietnia 1997 roku zarejestrowano Stowarzyszenie Wyznaniowe Świadków Jehowy w Republice Białorusi.
W latach 1995–2000 na Białoruś wysłano współwyznawców m.in. z Polski, by pomogli w głoszeniu – byli to najczęściej absolwenci ówczesnego Kursu Usługiwania. W roku 1996 na Białorusi zanotowano liczbę 1395 głosicieli w 17 zborach. Liczbę 2000 przekroczono rok później. Wzrosła liczba zborów z 4 w roku 1992 do 26 zborów w roku 2000.
W latach 2001–2002 zbudowano pierwsze Sale Królestwa na Białorusi. W 2004 roku zarejestrowano zbór w Mohylewie.
W 2001 roku osiągnięto liczbę 3000 głosicieli, którzy należeli do 33 zborów. W 2006 roku ponad 700 białoruskich delegatów uczestniczyło w kongresie międzynarodowym pod hasłem „Wyzwolenie jest blisko!” w Chorzowie. Rok później w kraju działało 4283 głosicieli w 46 zborach, a na Pamiątce zgromadziło się 8937 osób. W 2008 roku zanotowano liczbę 4435 głosicieli w 53 zborach.
W 2010 roku ze względu na brak zastępczej służby wojskowej młodzi wyznawcy skazywani byli przez sądy na wysokie grzywny. Chociaż konstytucja kraju gwarantuje prawo wyboru alternatywnej służby cywilnej, nie ma dotąd żadnych przepisów regulujących tę kwestię. W połowie marca tego samego roku Sąd Najwyższy rozpoczął anulowanie wcześniejszych kar grzywny.
W 2011 roku w Mińsku odbył się ogólnokrajowy (pierwszy od 12 lat) kongres pod hasłem „Niech przyjdzie Królestwo Boże!”, na którym było 5156 obecnych, w tym 195 osób, które skorzystały z programu tłumaczonego na rosyjski język migowy. Na Pamiątce obecnych było 9038 osób. W 2012 roku osiągnięto liczbę 5145 głosicieli. W dniach 19–20 października 2012 roku na Uniwersytecie Mikołaja Kopernika w Toruniu odbyła się konferencja naukowa „Polskie Kresy Wschodnie i ludzie stamtąd”, na której wygłoszono referat „Swój czy Obcy? Świadkowie Jehowy z Kresów Wschodnich w Białorusi”.
W roku 2012 ponad 7000 osób uczestniczyło w kongresie pod hasłem „Strzeż swego serca!” na stadionie Traktar w Mińsku, w roku 2013 pod hasłem „Słowo Boże jest prawdą!” – już prawie 10 000, w tym delegaci z Rosji i Ukrainy, kongres odbył się również w roku 2014, pod hasłem „Szukajmy najpierw Królestwa Bożego!”.
10 i 11 maja 2014 roku, w związku z wizytą w Rosji Marka Sandersona, członka Ciała Kierowniczego, specjalny program z Biura Oddziału został przetłumaczony na 14 języków i był transmitowany do zborów na Białorusi i w Rosji. Identyczny program wygłaszany był również na Ukrainie przez Stephena Letta, także członka Ciała Kierowniczego.
14 lutego 2015 roku odbyło się specjalne spotkanie Świadków Jehowy, które zorganizowano z myślą o udzieleniu duchowego wsparcia przeszło 17 000 współwyznawców, mieszkających w strefie działań wojennych we wschodniej części Ukrainy. Dwugodzinny program przedstawiony w Biurze Oddziału Świadków Jehowy we Lwowie był transmitowany do zborów na Ukrainie i retransmitowany do zborów w Rosji i na Białorusi. Program obejrzało 150 841 ukraińskich Świadków Jehowy oraz 186 258 ich współwyznawców na Białorusi i w Rosji, w sumie 337 099 osób. W 2015 roku na Białorusi działało 5918 głosicieli.
W czerwcu 2016 roku delegacja Świadków Jehowy z Białorusi brała udział w kongresie specjalnym pod hasłem „Lojalnie trwajmy przy Jehowie!” w Helsinkach. W lipcu 2018 roku w ukraińskim Lwowie odbył się kongres specjalny pod hasłem „Bądź odważny!” z udziałem delegacji z Białorusi. Latem 2019 roku delegacje z Białorusi brały udział w kongresach międzynarodowych pod hasłem „Miłość nigdy nie zawodzi!” w Danii, Kanadzie, Korei Południowej, Polsce i Stanach Zjednoczonych. W 2019 roku na uroczystości Wieczerzy Pańskiej zebrało się 10 140 osób.
21 lutego 2020 roku na podstawie rosyjskiej listy najbardziej poszukiwanych przestępców, policja białoruska aresztowała Nikołaja Machaliczewa, Świadka Jehowy z Rosji, oskarżonego o organizowanie religijnej działalności organizacji „ekstremistycznej”, który przyjechał na Białoruś w odwiedziny do przyjaciół. 7 kwietnia 2020 roku Prokuratura Generalna Białorusi odrzuciła wniosek Rosji o jego ekstradycję, dzięki czemu wyszedł on na wolność. Na tej samej podstawie 29 września 2021 roku został aresztowany w Brześciu Oleg Lonszakow, obywatel Rosji. 14 października 2021 roku Prokuratura Generalna Republiki Białorusi odmówiła władzom rosyjskim jego ekstradycji i został zwolniony z aresztu. W 2020 roku osiągnięto liczbę 6238 głosicieli. W 2021 roku na dorocznej uroczystości Wieczerzy Pańskiej zebrały się 12 764 osoby.
Kongresy odbywają się w języku rosyjskim na stołecznym stadionie Traktar. Zebrania zborowe odbywają się w językach: białoruskim, angielskim, chińskimi, rosyjskim i rosyjskim migowym. W Mińsku działa przeszło tysiąc głosicieli. Około 20% głosicieli jest pionierami.